# Beas (Huelva)
Beas er en by og kommune i det sydvestlige Spanien i provinsen Huelva. Den har et indbyggertal på 4.374 (2024) indbyggere.